# Harvard-Smithsonian Center for Astrophysics
El Harvard–Smithsonian Center for Astrophysics (CfA) o Centre d'Astrofísica de la Universitat Harvard i la Smithsonian Institution, és una de les principals institucions mundials en astrofísica. Aquest centre va ser fundat el 1973 sota la forma jurídica de joint venture entre la Smithsonian Institution i la Universitat Harvard. En aquesta institució es fa recerca científica en els camps de l'astronomia, les ciències de l'espai i l'educació científica. La missió d'aquest centre és avançar en el coneixement i comprenssió de l'univers a través de la recerca i l'educació en astronomia i astrofísica.
El centre consta dels observatoris Harvard College Observatory i Smithsonian Astrophysical Observatory. Les instal·lacions principals del centre es troben a Concord Avenue i Garden Street, (60 Garden Street, Cambridge, Massachusetts. A més té instal·lacions preparades per rebre dades mundials de satèl·lits. L'actual director del CfA, des de 2004, ésCharles R. Alcock. El director de 1982 fins a 2004 va ser Irwin I. Shapiro.

## Observatoris situats en la superfície terrestre
- Fred Lawrence Whipple Observatory
- Magellan telescopes
- MMT Observatory
- South Pole Telescope
- Submillimeter Array
- 1.2-Meter Millimeter-Wave Telescope
- Very Energetic Radiation Imaging Telescope Array System (VERITAS)

## Observatoris situats en l'espai
- Chandra X-ray Observatory
- Hinode
- Kepler
- Solar Dynamics Observatory (SDO)
- Solar and Heliospheric Observatory (SOHO)
- Spitzer Space Telescope

## Plans
- Giant Magellan Telescope
- Murchison Widefield Array
- Square Kilometer Array
- Pan-STARRS
- Large Synoptic Survey Telescope
- Constellation-X Observatory

## Directors
- George B. Field: 1973–1982
- Irwin I. Shapiro: 1982–2004
- Charles R. Alcock: 2004–Actualment

## Origen dels fons
En l'any financer 2010,els fons provenien de:
- NASA: 70%
- Smithsonian, fons federals: 22%
- National Science Foundation: 4%
- United States Department of Energy: 1%
- Annenberg Foundation: 1%
- Donacions: 1%
- Altres: 1%